# Джильо, Тони
Тони Джильо (англ. Tony Giglio; род. 3 июня 1971, Медфорд, Массачусетс, США) — американский кинорежиссёр и сценарист.

## Биография
Тони Джильо родился 3 июня 1971 года в городе Медфорд, штат Массачусетс. В 1993 окончил Университет Сетон-Холл со степенью бакалавра искусств.
Принимал участие в съёмках вестерна «Быстрый и мёртвый», вышедшего в 1995, в качестве ассистента технического руководителя.
В 1999 Джильо дебютировал как режиссёр с комедией «Король футбола», которая была снята специально для телевидения. В 2004 снял фильм «U-429: Подводная тюрьма» о экипаже подводной лодки времён Второй мировой войны. В следующем году режиссёр наконец получил известность, срежиссировав и написав сценарий к остросюжетному боевику «Хаос» с Джейсоном Стэтхемом в главной роли. Фильм, однако, получил средние отзывы от критиков.
Впоследствии Джильо стал работать с фильмами категории «B», такими как сиквелы «Смертельной гонки» и слэшер «Чужой лес». В 2010 ему удалось стать режиссёром второго состава (снимать панорамные сцены и т.д.) многобюджетного блокбастера «Обитель зла 4: Жизнь после смерти».
В 2018 стало известно, что Тони Джильо станет режиссёром фильма «Doom», основанном на одноименной серии игр.

## Фильмография
| Год  |   | Русское название                      | Оригинальное название        | Роль                                |
| ---- | - | ------------------------------------- | ---------------------------- | ----------------------------------- |
| 1995 | ф | Быстрый и мёртвый                     | The Quick and the Dead       | ассистент технического руководителя |
| 1997 | ф | Стрелок                               | The Shooter                  | сценарист                           |
| 1999 | ф | Король футбола                        | Soccer Dog: The Movie        | режиссёр, сценарист и продюсер      |
| 2004 | ф | U-429: Подводная тюрьма               | In Enemy Hands               | режиссёр и сценарист                |
| 2005 | ф | Хаос                                  | Chaos                        | режиссёр и сценарист                |
| 2007 | ф | Чужой лес                             | Timber Falls                 | режиссёр и сценарист                |
| 2010 | ф | Обитель зла 4: Жизнь после смерти     | Resident Evil: Afterlife     | режиссёр второго состава            |
| 2010 | ф | Смертельная гонка 2: Франкенштейн жив | Death Race 2                 | сценарист                           |
| 2013 | ф | Смертельная гонка 3: Ад               | Death Race: Inferno          | сценарист                           |
| 2017 | ф | Спецназ: В осаде                      | S.W.A.T.: Under Siege        | режиссёр                            |
| 2018 | ф | Смертельная гонка 4: Вне анархии      | Death Race 4: Beyond Anarchy | сценарист                           |
| 2019 | ф | Doom: Аннигиляция                     | Doom: Annihilation           | режиссёр и сценарист                |